# Paralidia plaumanni
Paralidia plaumanni är en insektsart som beskrevs av Rauno E. Linnavuori 1956. Paralidia plaumanni ingår i släktet Paralidia och familjen dvärgstritar. Inga underarter finns listade i Catalogue of Life.